# Sant Pere i la Santa Creu de Masquefa
Sant Pere i la Santa Creu de Masquefa és una obra de Masquefa (Anoia) inclosa a l'Inventari del Patrimoni Arquitectònic de Catalunya.

## Descripció
L'edifici que ha pervingut fins als nostres dies fou edificat a finals de segle xii o començaments del segle xiii. Es tracta d'una construcció d'una sola nau coberta amb volta i acabada amb un absis en forma de semicercle. Aquest absis, tot i que és molt senzill, constitueix l'única part de l'església amb elements decoratius, llevat de l'òcul: un fris de dents de serra i per dessota una sèrie d'arcuacions de les dites llombardes, que semblen sostingudes per petites mènsules amb relleus esculpits d'animals, figures humanes, petxines,...molt dins de la línia de les construccions del segle XII
En el mur frontal, a ponent, trobem un òcul de grans dimensions i de decoració vegetal, emmarcat per uns carreus ben tallats i regulars que podem observar al llarg dels murs exteriors de tota l'església. En alguns moments s'hi poden apreciar les marques de picapedrer, característiques de les obres realitzades al segle xiii
Pel que fa a l'interior, la part més separada de l'absis és ja clarament gòtica, amb voltes de creueria, que sostenen el cor En el baptisteri, mancat de la pica baptismal, s'observen restes de pintures que representaven el Baptisme de Jesús El campanar ha sofert modificacions en la teulada que antigament era horitzontal i ara apareix a quatre vessants i acabada en punta.

## Història
Citada per primera vegada l'any 936, l'església romànica de Sant Pere i la Santa Creu, està situada en un espadat entre el Torrent del Cementiri i la Riera a uns cinc-centes metres del poble de Masquefa del qual era antigament la parròquia L'edifici que ha pervingut fins als nostres dies fou edificat a finals de segle xii o començaments del segle xiii.